# 華強路駅
華強路駅（かきょうろえき）は中華人民共和国深圳市福田区に位置する深圳地下鉄羅宝線（1号線）の駅。

## 駅構造
島式ホーム1面2線の地下駅。出口はAからDの4つある。
| 羅宝線ホーム (B2F) | ←■羅宝線 機場東方面 |
| 羅宝線ホーム (B2F) | 島式ホーム          |
| 羅宝線ホーム (B2F) | ■羅宝線 羅湖方面→   |

## 駅周辺
- 華強電子世界
- 世界広場
- 上海賓館
- 福田中学校

## 歴史
- 2004年12月28日 - 開業。

## 隣の駅
深圳地下鉄
■羅宝線（1号線）
崗廈駅 - 華強路駅 - 科学館駅